# Ingooigem
Ingooigem (fr. Ingoyghem, vls. Yvegem) – dzielnica (deelgemeente) gminy Anzegem w Belgii, w Regionie Flamandzkim, w prowincji Flandria Zachodnia, w okręgu Kortrijk. 1 stycznia 2020 roku liczyła 2346 mieszkańców. Do 31 grudnia 1976 samodzielna gmina.

## Demografia
Liczba mieszkańców, stan na 1 stycznia:
| Rok                | 1930 | 1947 | 1961 | 2020 |
| ------------------ | ---- | ---- | ---- | ---- |
| Liczba mieszkańców | 1575 | 1860 | 2125 | 2346 |